# Hans-Joachim Lang (Germanist)

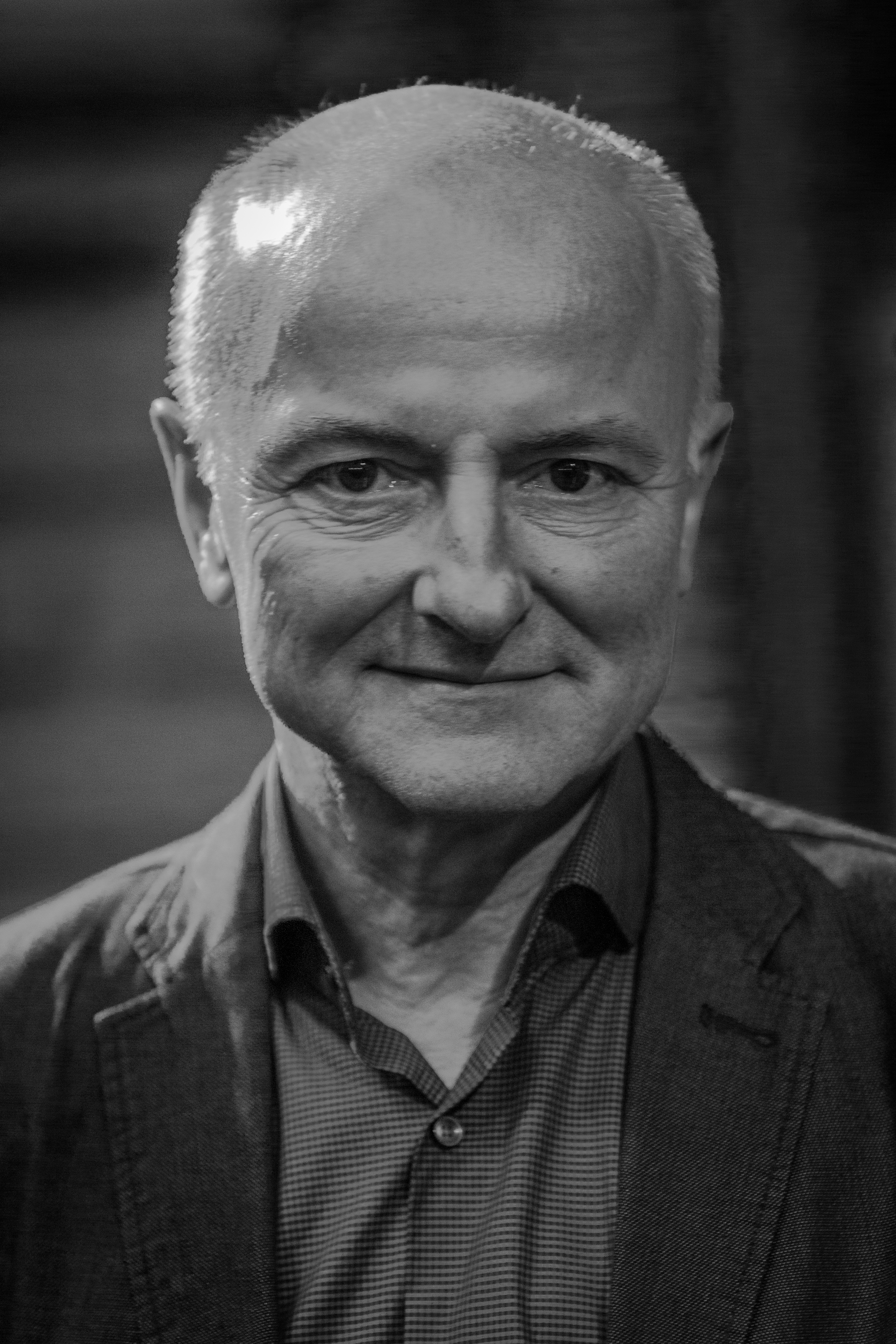
Hans-Joachim Lang im Dezember 2014

Hans-Joachim Lang (* 6. August 1951 in Speyer) ist ein deutscher Journalist, Kulturwissenschaftler, Germanist und Honorarprofessor.

## Biografie
Lang absolvierte nach dem Abitur an der Universität Tübingen ein Studium der Germanistik, Kultur- sowie Politikwissenschaft, das er 1976 mit dem akademischen Grad Magister artium abschloss. Er wurde dort 1980 im Fach Germanistik mit einer Arbeit über den Einfluss politischer Werbung auf Nachrichtentexte zum Dr. phil. promoviert. Nach kurzer Zeit als freier Mitarbeiter beim Schwäbischen Tagblatt in Tübingen war er dort von 1982 bis 2016 als Redakteur beschäftigt. Zudem lehrt er seit 2013 als Honorarprofessor für Empirische Kulturwissenschaft an der Universität Tübingen. Dem Journalisten Wolfgang Moser folgend, wies er den im Frühjahr 1989 verliehenen Fritz-Sänger-Preis ebenfalls zurück. Hintergrund war Fritz Sängers Tätigkeit als Journalist zur Zeit des Nationalsozialismus, diesen hätte – so Moser – die SPD nicht als „geistigen Vater eines Preises für ‚mutigen Journalismus’ ausgeben“ können.
Lang veröffentlicht zur Regionalgeschichte, Holocaust und NS-Medizin. Es gelang ihm u. a. nach jahrelangen Recherchen, die Namen und Herkunft der 86 Mordopfer für die geplante Skelettsammlung August Hirts an der Reichsuniversität Straßburg zu ermitteln. Außerdem beschrieb er aus der Perspektive der betroffenen Frauen den grausamen Alltag in Block 10 des Stammlagers des KZ Auschwitz, wo an über 800 jüdischen Frauen Medizinversuche durch SS-Ärzte (Carl Clauberg, Horst Schumann und anderen) vorgenommen wurden.

## Kontroverse
Im Jahr 2018 hat der Historiker Julien Reitzenstein eine wissenschaftliche Monographie über das Verbrechen der Straßburger Schädelsammlung publiziert. Darin werden einige Thesen Langs, durch Vorlegen von Quellen, in Frage gestellt. Lang hat sein Buch umgestellt, erweitert und 2018 (ausschließlich in französischer Sprache) in Frankreich publiziert. Die meisten von Reitzensteins Kritikpunkten wurden beseitigt.
Im Wesentlichen differieren beide Autoren noch bei der Bewertung des damaligen Anatomie-Helfers Henri Henripierre. Reitzenstein bezeichnet ihn als Kollaborateur, weil er aktiv die Staatsbürgerschaft des Deutschen Reiches anstrebte und von der SS bezahlt wurde, Lang hält Henripierre zugute, dass dieser das Verbrechen nach der Befreiung Straßburgs angezeigt und die Liste mit den Häftlingsnummern übergeben hat.
Lang entgegnet den Behauptungen des kanadischen Historikers Michael Kater, dass nicht Hirt, sondern Bruno Beger den angeblichen Schädel von König Heinrich in Quedlinburg begutachtet hätte. Lang beruft sich auf eine in Straßburg entdeckte Korrespondenz August Hirts mit SS-Untersturmführer Rolf Höhne vom „Arbeitsstab Quedlinburg“ aus dem Jahr 1936. Kater hatte ausgehend von dieser Behauptung Beger als Initiator der Morde an den 86 Juden im KZ Natzweiler-Struthof in die Diskussion gebracht. Reitzenstein unterstützt Katers Meinung und befasst sich kritisch mit den Belegen von Lang.

## Auszeichnungen
- Wächterpreis der deutschen Tagespresse für die Untersuchung der Praktiken einer Großen Strafkammer am Tübinger Landgericht (1989)
- Preis der Fondation Auschwitz in Brüssel für das Buch Die Namen der Nummern (2004)
- Leonhart-Fuchs-Medaille der Medizinischen Fakultät der Eberhard-Karls-Universität Tübingen (2008)
- Champions Award 2017, Forscherpreis des Center for Medicine After The Holocaust, Houston (2017)[11]
- Bundesverdienstkreuz am Bande (2019)[12]

## Schriften (Auswahl)
- Parteipressemitteilungen im Kommunikationsfluss politischer Nachrichten. Eine Fallstudie über den Einfluss politischer Werbung auf Nachrichtentexte (= Europäische Hochschulschriften. Reihe 21: Linguistik. 9). Lang, Frankfurt am Main u. a. 1980, ISBN 3-8204-6781-5 (Zugleich: Tübingen, Universität, Dissertation, 1980).
- Im Foyer der Revolution. Als Schiller in Tübingen Chefredakteur werden sollte: die Gründerzeit von Cottas „Allgemeiner Zeitung“. Verlag Schwäbisches Tagblatt, Tübingen 1998, ISBN 3-928011-28-6.
- Die Namen der Nummern. Wie es gelang, die 86 Opfer eines NS-Verbrechens zu identifizieren. Hoffmann und Campe, Hamburg 2004, ISBN 3-455-09464-3 (In polnischer Sprache: Nazwiska numerów. Wołoszański, Warschau 2006, ISBN 83-89344-25-4; in tschechischer Sprache: Jména čísel. Jak se podařilo identifikovat 86 obětí jednoho nacistického zločinu. Ikar, Prag 2016, ISBN 978-80-249-2953-8).
- Der Erinnerung Namen geben. Über die jüdischen Studenten an der Eberhard Karls Universität (= Tübinger Universitätsreden. Neue Folge 48, ISSN 0564-4283). Festvortrag am Dies Universitatis 2007. Rektor der Eberhard-Karls-Universität, Tübingen 2008.
- „Als Christ nenne ich Sie einen Lügner“. Theodor Rollers Aufbegehren gegen Hitler. Hoffmann und Campe, Hamburg 2009, ISBN 978-3-455-50104-9.
- Die Frauen von Block 10. Medizinische Versuche in Auschwitz. Hoffmann und Campe, Hamburg 2011, ISBN 978-3-455-50222-0 (In finnischer Sprache: Parakki 10. Naiset Auschwitzin koe-eläiminä. Minerva Kustannus, Helsinki 2013, ISBN 978-952-492-711-6; in polnischer Sprache: Kobiety z bloku 10. Eksperymenty medyczne w Auschwitz. Świat Książki, Warschau 2013, ISBN 978-83-7943-097-0; in tschechischer Sprache: Ženy z bloku 10. Lékařské pokusy v Osvětimi. Ikar, Prag 2014, ISBN 978-80-249-2394-9).
- Des noms derrière des numéros. L’identification des 86 victimes d’un crime nazi. Une enquête. Presses Universitaires de Strasbourg, Strasbourg 2018 |ISBN=979-1-03-440012-6 (Erweiterte Neuausgabe des deutschen Originals von 2004)